# 艾倫斯普林 (伊利諾伊州)
艾倫斯普林（英語：Allen Spring）是位於美國伊利諾伊州波普縣的一個非建制地區。該地的面積和人口皆未知。

## 地理
艾倫斯普林的座標為37°22′08″N 88°39′25″W / 37.36889°N 88.65694°W，而該地的平均海拔高度為147米（即482英尺）。